# Antonio Pedro Nolasco de Lanzós y Taboada
Antonio Pedro Nolasco de Lanzós y Taboada, Conde de Maceda (Vila Garcia de Arouça, 1688 - Madrid, 16 de fevereiro de 1754) foi Vice-rei de Navarra. Exerceu o vice-reinado de Navarra entre 1737 e 1749. Antes dele o cargo foi exercido por Cristóbal de Moscoso Montemaior e Córdova. Seguiu-se-lhe Juan Buenaventura Gages Dumont.